# Homossexualidades Islâmicas: Cultura, História e Literatura
Homossexualidades Islâmicas: Cultura, História e Literatura (em inglês Islamic Homosexualities: Culture, History, and Literature) é uma colecção de ensaios editados por Stephen O. Murray e Will Roscoe, publicados em 1997 pela editorial New York University Press.
Os editores começaram o estudo ao percatarse de que o alumnado do Oriente Médio não se fixava nos actos homossexuais, pelo que o livro pretendia prestar atenção em essas práticas.
O propósito era expor as diferentes concepções e organizações de conduta e desejo homossexual nas sociedades islâmicas e para neutralizar o excessivo eurocentrismo na investigação sobre a homossexualidade.
O argumento central do livro é tratar os padrões de homossexualidade encontradas nas sociedades islâmicas que são completamente diferentes de todos os aspectos da identidade homossexual moderna e os estilos de vida ocidentais.